# Demigod (banda)
Demigod fue una banda de death metal procedentes de Loimaa, Finlandia. La banda se hizo famosa con su primer álbum en estudio Slumber of Sullen Eyes en 1992.Luego seis años más tarde firma contrato con la discográfica Spikefarm Records.El 9 de noviembre de 2008 El grupo publicó en su página su separación.

## Miembros
- Esa Lindén - Voces
- Tero Laitinen - Guitarras
- Tuomas Karppinen - Guitarras
- Sami Vesanto - Bajo
- Tuomo Latvala - Batería

## Pasados
- Esa Lindén - Voces/Guitarras
- Seppo Taatila - Batería (ex-Adramelech)
- Erik Parviainen - Guitarras (ex-Mythem)
- Tero Laitinen - Guitarras
- Jarkko Rantanen - Voces, Batería
- Ali Leiniö - Voces (ex-Adramelech)
- Mika Haapasalo - Teclados
- Jussi Kiiski - Guitarras
- Tuomas Ala-Nissilä - Voces

## Discografía
- Slumber of Sullen Eyes (1992)
- Shadow Mechanics (2002)
- Let Chaos Prevail (2007)

## Demos
- Rehearsal demo 1 (1990)
- Unholy Domain (1991)
- Demo Rehearsal 1991 (1991)
- Promo 1992 (1992)
- Promo '93 (1993)
- Promo '94 (1994)
- Promo '97 (1997)
- Promo '99 (1999)

## Splits
- Demigod / Necropsy (1992) (con Necropsy) (Seraphic Decay Records)